# Rockstar Toronto
ロックスター・トロント（Rockstar Games Toronto ULC）は、カナダオンタリオ州に本社を置くゲーム開発会社。テイクツー・インタラクティブ内のブランド、ロックスター・ゲームス社傘下であり、オフラインからオンライン向けのゲーム開発を行うスタジオの1つである。

## 概要
「ロックスター・ブランド」の一部になる以前から、ロックスター・ゲームス社のゲーム開発をしてきたが、1997年7月にロックスター・ゲームス社（テイクツー・インタラクティブ社）による買収が成立した。旧社名であるロックスター・カナダ（Rockstar Canada Inc.）から改名した経緯はロックスター・バンクーバー社と社名が混合しないためである。
また、『グランド・セフト・オートIV』はロックスター・ニューイングランド社とともにPC版への移植の共同開発援助をした。

## 労働時間
ロックスター・ゲームス社やロックスター・トロント社を含むその子会社は労働時間への問題が異常なほど多く、また元社員への発言ではロックスター・トロント社で社員は最低週60時間働いていたと発言している。またそのような労働時間になることは前々から伝えられておらず、当日の夜に頼まれたと言われている。また残業は強制的にさせられているとも言われている。

## 合併
ロックスター・バンクーバー社はロックスター・トロント社と合併し、現在はロックスター・トロント社の一部としてゲーム開発をして活動をしている。

## 開発作品
- グランド・セフト・オート・ロンドン1969
- グランド・セフト・オート・ロンドン1961
- Oni
- マックスペイン
- The Warriors
- マンハント2
- BULLY 就学金版
- グランド・セフト・オートIV
- グランド・セフト・オート・エピソード・フロム・リバティーシティ
- マックスペイン3
- グランド・セフト・オートV
- レッド・デッド・リデンプション2